# 196 Puppis
196 Puppis (Q Puppis) é uma estrela na direção da Puppis. Possui uma ascensão reta de 07h 48m 20.25s e uma declinação de −47° 04′ 39.1″. Sua magnitude aparente é igual a 4.69. Considerando sua distância de 227 anos-luz em relação à Terra, sua magnitude absoluta é igual a 0.48. Pertence à classe espectral K0III.